# Estádio Israel Pinheiro
Estádio Israel Pinheiro – stadion piłkarski, w Itabira, Minas Gerais, Brazylia, na którym swoje mecze rozgrywa klub Valeriodoce Esporte Clube.